# Postgiro
Il Postgiro era una corsa a tappe femminile di ciclismo su strada svoltasi in Norvegia dal 1984 al 1990. Nelle sue sette edizioni ebbe luogo sempre tra fine maggio e inizio giugno e fu sempre composta da almeno sette tappe.
Dopo l'annullamento definitivo della corsa, solo dal 1992 al 1993, si svolse un'analoga competizione in quattro tappe nella Norvegia occidentale; dal 2014 viene invece organizzato il Ladies Tour of Norway, suddiviso in tre frazioni.

## Albo d'oro
Aggiornato all'edizione 1990.
| Anno | Vincitrice            | Seconda               | Terza                 |
| ---- | --------------------- | --------------------- | --------------------- |
| 1984 | Unni Larsen           | Maria Canins          | Maria Blower          |
| 1985 | Maria Canins          | Jeannie Longo         | Nadežda Kibardina     |
| 1986 | Maria Canins          | Inga Thompson         | Brigitte Gyr-Gschwend |
| 1987 | Jeannie Longo         | Laima Zilporytė       | Heleen Hage           |
| 1988 | Bunki Bankaitis-Davis | Unni Larsen           | Heleen Hage           |
| 1989 | Roberta Bonanomi      | Brigitte Gyr-Gschwend | Hanne Rasmussen       |
| 1990 | Catherine Marsal      | Bunki Bankaitis-Davis | Karina Skibby         |